# Epirhyssa maculiceps
Epirhyssa maculiceps là một loài tò vò trong họ Ichneumonidae.